# Bečko pevačko udruženje
Bečko pevačko udruženje je mešoviti hor od otprilike 230 članova, koji uglavnom nastupaju u poznatoj koncertnoj kući (Musikverein Wien) u Beču.

## Istorija
Još 1812. Antonio Salieri je započeo inicijativu da se osnuje veliki oratorijski hor kako bi se i u Beču moglo omogućiti izvođenje oratorijuma od Georg-a Friedrich-a Händel-a. To je vodilo zapravo do osnivanja „Društva priljatelja muzike“ (Gesellschaft der Musikfreunde in Wien) u Beču.
1858. je osnovan današnji Wiener Singverein. Od osnivanja ovaj hor je sarađivao sa svetskim orkestrima kao što su: Wiener Philharmoniker (Bečka filharmonija), Wiener Symphoniker (Bečki simfoničari) i Österreich-Ungarische Haydn Orchester. Osim ovih vrhunskih orkestara, svetski poznati dirigenti su od samog početka sarađivali i sa horom.
Od godine 1947. do 1989. poznati dirigent Herbert fon Karajan je često sarađivao sa ovim horom, što je vodilo do bezbrojnih gostovanja u inostranstvu. Tadašnji hor Wiener Musikverein-a je1824. učestvovao na premijeri IX simfonije od Ludwig van Betoven-a. Nakon toga novoosnovani hor, Wiener Singverein prvi put je izveo nekoliko poznatih muzičkih dela kao što su: Nemački rekvijem od Johanesa Bramsa, „Te Deum“ od Antona Bruknera i VIII simfonija od Gustava Malera.
Od 1991. godine, voditelj hora je Johanes Princ.

## Njihovi najpoznatiji CD i DVD snimci su
- Ludwig van Beethoven Symphonie Nr. 9 – Ode an die Freude (Vienna Philharmonic – Christian Thielemann)[1]
- Johannes Brahms Ein deutsches Requiem (Cleveland Orchestra – F. Welser-Möst)
- Antonin Dvořák Requiem (Royal Concertgebouw Orchestra – Mariss Jansons)
- Gustav Mahler Symphonie Nr. 2 – Auferstehung (Vienna Philharmonic – Gilbert Kaplan)
- Gustav Mahler Symphonie Nr. 2 – Auferstehung (Vienna Philharmonic – Pierre Boulez)
- Gustav Mahler Symphonie Nr. 3 (Bavarian State Orchestra – Zubin Mehta)
- Gustav Mahler Symphonie Nr. 3 (Vienna Philharmonic – Pierre Boulez)
- Otto Nicolai Mondchor aus Die lustigen Weiber von Windsor (Schönbrunn 2010, Vienna Philharmonic – F. Welser-Möst)
- Robert Schumann Manfred – Schauspielmusik (Tonkünstler-Orchester Niederösterreich – Bruno Weil)
- Franz Schmidt Das Buch mit sieben Siegeln (Vienna Philharmonic – Nikolaus Harnoncourt)
- Franz Schmidt Das Buch mit sieben Siegeln (Tonkünstler-Orchester Niederösterreich – Kristjan Järvi)
- Karol Szymanowski Symphonie Nr. 3 – Lied der Nacht (Vienna Philharmonic – Pierre Boulez)
- Richard Wagner Tristan und Isolde – Duett-Szenen (Vienna Radio Symphony Orchestra – Bertrand de Billy)

## Literatura
- August Böhm: Geschichte des Singvereines der Gesellschaft der Musikfreunde in Wien. Wien 1908.
- Gottfried Möser (edit., Text: Desiree Hornek / Chronik: Rudolf Toncourt): Festschrift 125 Jahre Singverein der Gesellschaft der Musikfreunde in Wien (1858–1983). Viennna 1983.
- Gottfried Möser: Der Singverein der Gesellschaft der Musikfreunde in Wien; seine Geschichte mit besonderer Darstellung der Jahre 1933 bis 2000. Vienna 2003.
- Gottfried Möser: Das Chorwesen in Wien in der zweiten Hälfte des 20. Jahrhunderts. Thesis Vienna 2004.
- Joachim Reiber: Wiener Singverein – Menschen Stimmen Götterfunken (2007) *

## Spoljašnje veze
- Official website
- History